# Bourbon County (Kansas)
Bourbon County ist ein County im Osten des Bundesstaates Kansas. Der Verwaltungssitz (County Seat) ist Fort Scott. Das U.S. Census Bureau hat bei der Volkszählung 2020 eine Einwohnerzahl von 14.360 ermittelt.

## Geographie
Das County liegt im Osten von Kansas, grenzt an Missouri und hat eine Fläche von 1655 Quadratkilometern, wovon vier Quadratkilometer Wasserfläche sind. Es grenzt im Uhrzeigersinn an folgende Countys: Linn County, Vernon County in Missouri, Crawford County, Neosho County, Allen County und Anderson County.

## Geschichte
Bourbon County wurde am 30. August 1855 als Original-County aus freiem Territorium gebildet und gehört zu den ersten 33 Countys, die von der ersten Territorial-Verwaltung gebildet wurden. Benannt wurde es nach dem Bourbon County in Kentucky.

### Historische Objekte
Östlich von Fulton steht die historische Long Shoals Bridge. Die Brücke wurde am 4. Januar 1990 vom National Register of Historic Places unter der Nummer 89002182 als historisches Denkmal aufgenommen.
Im Bourbon County liegt eine National Historic Landmark, die Fort Scott National Historic Site. Insgesamt sind 11 Bauwerke und Stätten des Countys im National Register of Historic Places eingetragen.

## Demografische Daten

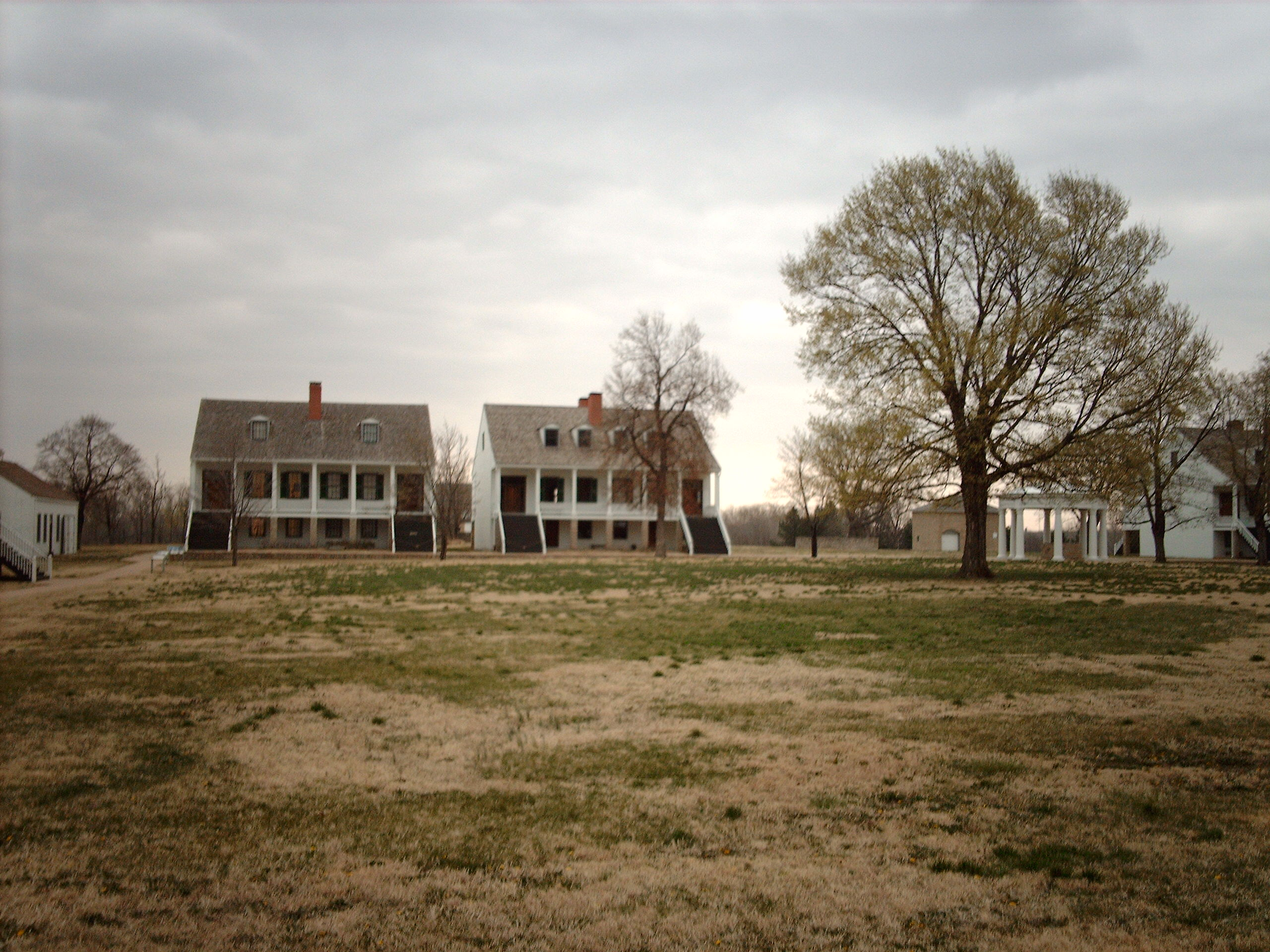
Blick auf die Fort Scott National Historic Site, gelistet im NRHP Nr. 66000106

Nach der Volkszählung im Jahr 2000 lebten im Bourbon County 15.379 Menschen in 6.161 Haushalten und 4.127 Familien im Bourbon County. Die Bevölkerungsdichte betrug 9 Einwohner pro Quadratkilometer. Ethnisch betrachtet setzte sich die Bevölkerung zusammen aus 94,06 Prozent Weißen, 3,08 Prozent Afroamerikanern, 0,84 Prozent amerikanischen Ureinwohnern, 0,36 Prozent Asiaten, 0,05 Prozent Bewohnern aus dem pazifischen Inselraum und 0,28 Prozent aus anderen ethnischen Gruppen; 1,33 Prozent stammten von zwei oder mehr Ethnien ab. 1,29 Prozent der Bevölkerung waren spanischer oder lateinamerikanischer Abstammung.
Von den 6.161 Haushalten hatten 30,5 Prozent Kinder unter 18 Jahren, die mit ihnen gemeinsam lebten. 54,5 Prozent waren verheiratete, zusammenlebende Paare, 9,2 Prozent waren allein erziehende Mütter und 33,0 Prozent waren keine Familien. 29,0 Prozent aller Haushalte waren Singlehaushalte und in 14,9 Prozent lebten Menschen mit 65 Jahren oder darüber. Die Durchschnittshaushaltsgröße betrug 2,44 und die durchschnittliche Familiengröße betrug 3,01 Personen.
25,8 Prozent der Bevölkerung waren unter 18 Jahre alt. 9,5 Prozent zwischen 18 und 24 Jahre, 24,2 Prozent zwischen 25 und 44 Jahre, 22,3 Prozent zwischen 45 und 64 Jahre und 18,2 Prozent waren 65 Jahre alt oder älter. Das Durchschnittsalter betrug 38 Jahre. Auf 100 weibliche Personen kamen 93,0 männliche Personen. Auf 100 erwachsene Frauen ab 18 Jahren kamen 88,5 Männer.
Das jährliche Durchschnittseinkommen eines Haushalts betrug 31.199 USD, das Durchschnittseinkommen einer Familie betrug 39.239 USD. Männer hatten ein Durchschnittseinkommen von 27.043 USD, Frauen 20.983 USD. Das Prokopfeinkommen betrug 16.393 USD. 9,5 Prozent der Familien und 13,5 Prozent der Bevölkerung lebten unterhalb der Armutsgrenze.

## Orte im County
- Barnesville
- Berlin
- Bronson
- Devon
- Edward
- Fort Scott
- Fulton
- Garland
- Godfrey
- Hammond
- Harding
- Hiattville
- Hollister
- Mapleton
- Marmaton
- Pawnee Station
- Petersburg
- Porterville
- Redfield
- Ronald
- Uniontown
- Xenia

Townships
- Drywood Township
- Franklin Township
- Freedom Township
- Marion Township
- Marmaton Township
- Mill Creek Township
- Osage Township
- Pawnee Township
- Scott Township
- Timberhill Township
- Walnut Township